# Parti progressiste (Corée du Sud)
Pour les articles homonymes, voir Parti progressiste.
Le Parti progressiste (hangeul :  진보당 ; hanja : 進步黨 ; RR: Jinbodang ) est un parti politique de la Corée du Sud fondé en 2017. Il était originellement appelé Parti Minjung (hangeul : 민중당 ; hanja : 民衆黨 ; RR: Minjungdang), ou « Parti populaire » en français, jusqu'en juin 2020.
Classé à gauche, le parti est issu du rapprochement du Saeminjungjeongdang (Nouveau Parti populaire) et du Minjungyeonhapdang (Parti populaire unifié).

## Histoire
Le parti est créé le 15 octobre 2017, par la fusion du Parti populaire unifié et du Nouveau Parti populaire. Il avait alors deux membres à l'Assemblée Nationale, élu au élection de 2016 pour le Nouveau Parti Populaire. Mais ce nombre a été réduit à un, lorsque l'un d'eux a été condamné pour avoir enfreint les règles lors de sa campagne le 22 décembre 2017.
En  juillet 2018, les membres du parti ont rencontré ceux du Parti social-démocrate de Corée nord-coréen en Chine. La rencontre n'ayant pas été approuvée par le ministère de l'Unification, le parti s'est exposé à une amende pour violation de la Loi de Sécurité Nationale.
Crédité de 1.5% des intentions de votes lors des sondages, le parti ne réussit pas à faire élire un de ses membres à l'Assemblée Nationale lors des législatives de 2020.
En juin 2020, le parti Minjung se renomme parti progressiste (Progressive Party en anglais).

## Controverse
La fusion du Parti populaire unifié, et du Nouveau Parti populaire a été controversée car étant tous dans la continuité du Parti progressiste unifié, banni en 2014 par la Cour constitutionnelle, pour des activités anticonstitutionnelles et pro-nord-coréenne. Cette fusion a été vue comme une tentative de reformer le Parti progressiste unifié.

## Identité visuelle

Premier logo
Deuxième logo
Logo depuis 2020

## Résultats

### Élections législatives
| Année | Voix    | %    | Rang | Élus    |
| ----- | ------- | ---- | ---- | ------- |
| 2024  | 301 915 | 1,05 |      | 3 / 300 |